# Тополь московский
То́поль моско́вский (лат. Populus ×moskoviensis) — вид лиственных деревьев из рода Тополь (Populus) семейства Ивовые (Salicaceae). Гибрид тополя душистого (Populus suaveolens) и тополя лавролистного (Populus laurifolia).

## Ботаническое описание
Дерево высотой до 10—15 м, с яйцевидной кроной и цилиндрическими, жёлто-бурыми побегами.
Почки узкоконические, длиной до 2 см, светло-зелёные, клейкие. Листья яйцевидные, на вершине заострённые, с округлым или клиновидным основанием, сверху светло-зелёные, снизу беловатые, мелкопильчатые. Черешки длиной 1—2 см, цилиндрические, слабо опушённые.

## Таксономия
Вид Тополь московский входит в род Тополь (Populus) семейства Ивовые (Salicaceae) порядка Мальпигиецветные (Malpighiales).
|  |                                      |  |                                                             |                                                             |                  |  | ещё 36 семейств (согласно Системе APG II) | ещё 36 семейств (согласно Системе APG II) |                       |  |  |  | ещё 25—35 видов |
|  |                                      |  |                                                             |                                                             |                  |  | ещё 36 семейств (согласно Системе APG II) | ещё 36 семейств (согласно Системе APG II) |                       |  |  |  | ещё 25—35 видов |
|  |                                      |  |                                                             | порядок Мальпигиецветные                                    |                  |  |                                           |                                           | род Тополь            |  |  |  |                 |
|  |                                      |  |                                                             | порядок Мальпигиецветные                                    |                  |  |                                           |                                           | род Тополь            |  |  |  |                 |
|  | отдел Цветковые, или Покрытосеменные |  |                                                             |                                                             | семейство Ивовые |  |                                           |                                           | вид Тополь московский |  |  |  |                 |
|  | отдел Цветковые, или Покрытосеменные |  |                                                             |                                                             | семейство Ивовые |  |                                           |                                           |                       |  |  |  |                 |
|  |                                      |  | ещё 44 порядка цветковых растений (согласно Системе APG II) | ещё 44 порядка цветковых растений (согласно Системе APG II) |                  |  |                                           | ещё около 57 родов                        | ещё около 57 родов    |  |  |  |                 |
|  |                                      |  |                                                             | ещё 44 порядка цветковых растений (согласно Системе APG II) |                  |  |                                           |                                           | ещё около 57 родов    |  |  |  |                 |